# Ahmed Bakikhanov
Pour les articles homonymes, voir Bakikhanov.
Ahmed (Ahmedagha) Bakikhanov (azéri : Əhmədağa Məmmədrza oğlu Bakıxanov), né le 5 septembre 1892 à Bakou et mort le 26 mars 1973 en cette même ville, est un joueur de tar, enseignant de musique et artiste émérite connu particulièrement en Azerbaïdjan. Il est le père de Tofig Bakikhanov.

## Biographie
Ahmed Mammadrza oglu Bakikhanov reçoit son éducation primaire en Iran. Il apprend les secrets du jeu du tar et du mugham parmi les tarzens exceptionnels.
En 1920, il commence son activité pédagogique et participe à l'animation musicale de différents événements. À partir de 1930, à l'invitation d'Uzeyir bey, il commence à enseigner le mugham au Collège de musique de Bakou et au Conservatoire d'État d'Azerbaïdjan.
De 1931 à 1973, il est l'organisateur et le chef de l'ensemble d'instruments folkloriques de la radio azerbaïdjanaise. Depuis 1973, cet ensemble porte le nom d'Ahmed Bakikhanov. Cet ensemble donnait de grands programmes de concerts avec des maîtres mugham reconnus, tels que Seyid Chouchinski, Huseynqulu Sarabsky, Djabbar Garyaghdioghlu, Zulfigar Adyguezalov.
Bakikhanov joue un rôle important dans la propagande de la musique folklorique, en particulier du mugham. Les mélodies mugham et les rengi qu'il a créées se répandent dans les performances folkloriques. Akhmed Bakikhanov a consacré l'essentiel de sa vie au développement et à la formation des musiciens, tels que Habib Bayramov, Ehsen Dadashov, Server Ibragimov, Aliaga Guliyev. Il a été le professeur de mugham de nombreux compositeurs, tels qu'Arif Melikov, Hadji Khanmammadov, Nariman Mammadov. Les musiciens iraniens Ali Salimi et Adil Akhundzade étaient également ses élèves. En 1994, le Concours républicain est consacré au 100e anniversaire d'Ahmed Bakikhanov.

## Publications
Il est l'auteur de l'édition musicale Mugam, mahni, reng. Cette publication est un outil précieux pour la recherche et l'étude de la musique folklorique azerbaïdjanaise. Les programmes mugham qu'il a compilés pour les écoles de musique sont encore utilisés à ce jour.

## Récompenses et distinctions
- Professeur émérite de la RSS d'Azerbaïdjan - 17 juin 1943
- Artiste émérite de la RSS d'Azerbaïdjan - 1964
- Artiste du peuple de la RSS d'Azerbaïdjan - 23 mars 1973
- Ordre de l'Insigne d'honneur